# 5-я армия (РККА)

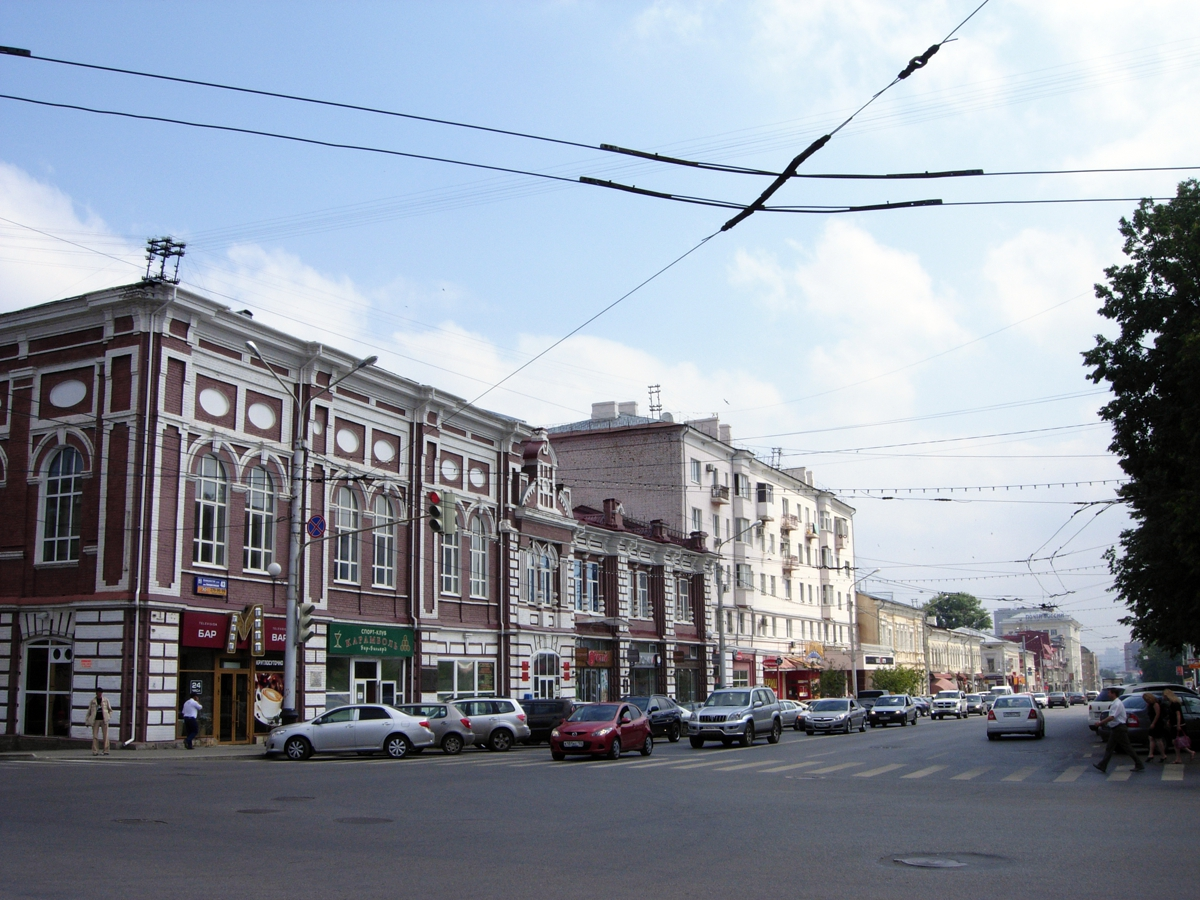
Здание в Уфе на Большой Успенской улице, где летом 1919 года размещался штаб 5 А.

5-я армия — оперативное общевойсковое объединение (армия) Рабоче-крестьянской Красной армии Вооружённых сил Советской России в ходе Гражданской войны и интервенции в России (1918—1922 годы).

## Первое формирование
17 марта 1918 года в городе Екатеринослав открылся 2-й Всеукраинский съезд Советов. Он принял резолюцию «Об организации военной силы», обязав делегатов развернуть в каждом городе, местечке и селе работу по созданию вооружённых сил Украинской Советской Республики. Съезд объединил силы советских республик юга России для борьбы против внешних и внутренних врагов. см. Революция и Гражданская война на Украине
Началось сведение красногвардейских отрядов, частей бывшей Русской армии, воинских частей и отрядов Советских республик в пять армий численностью по 3 — 3,5 тысячи человек. По сути, эти армии представляли собой бригады с ограниченными возможностями. 
5-я армия (всего около 3 000 человек личного состава, 13 орудий), которую возглавил краском Р. Ф. Сиверс, была сформирована в середине марта 1918 года из войск, действовавших против австро-германских интервентов в районе Курска, хутора Михайловского, Новгорода-Северского, Бахмача, Конотопа, Ворожбы. Действовала на конотопском направлении, затем прикрывала Харьков с севера, а после оставления Харькова (8 апреля) вела бои в районе Купянска. 10 апреля была переименована во 2-ю особую армию, к началу мая её части влились в состав Воронежского отряда.

## Второе формирование
Второй раз Пятая армия была сформирована в середине апреля 1918 года в Донбассе из отрядов группы К. Е. Ворошилова, отходившей от Харькова на Луганск, в составе около 2 000 человек личного состава Постановлением СНК Донецко-Криворожской республики, от 15 апреля 1918 года, командующим 5-й армии был назначен краском Климент Ефремович Ворошилов, начальником штаба Николай Александрович Руднев. 
Пятая армия сначала действовала совместно со 2-й Особой армией на купянском направления. В середине апреля наступлением на Сватово задержала продвижение германских войск на Чертково. К 20 апреля вместе с Донецкой армией (вошедшей в её состав в конце апреля) и частью 3-й армии сосредоточилась в район Луганск — Родаково. На совещании командного состава было решено оборонять Луганск и поручить общее командование К. Е. Ворошилову. 25 — 26 апреля 5-я армия на участке Родаково — Меловая (в районе Луганска) нанесла поражение двум германским пехотным дивизиям, захватив две батареи, 20 пулемётов, два самолёта и обоз германских оккупантов. 
Однако под натиском превосходящих сил противника 28 апреля Луганск был оставлен, и 5-я армия отошла на Миллерово, откуда начался её поход к Царицыну. Вместе с 5-й армией шли семьи рабочих, вывозились ценное промышленное оборудование, военное имущество, паровозы (свыше 100) и вагоны (свыше 3 тысяч). На всём протяжении пути велись бои с германскими войсками и белоказаками. 
Выдержав с 16 июня по 2 июля упорные бои с германцами и белоказаками, советские войска переправились на левый берег Дона и 2 июля на ст. Кривомузгинская встретились с частями Царицынского фронта. Приказом по войскам Северо-Кавказского военного округа, от 23 июня 1918 года, части 5-й и 3-й армий и Царицынского фронта, а также отряды, сформированные населением Донецкого и Морозовского округа, объединились в Группу Ворошилова, которая с середины июля 1918 года составила основную силу в обороне Царицына.

## Третье формирование

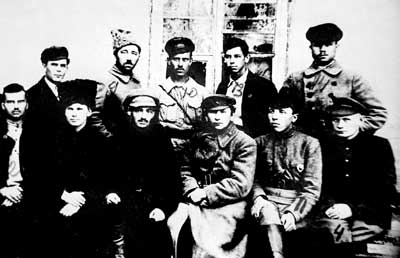
Работники политотдела 5-й армии, 1921 год (Ярослав Гашек — первый ряд, третий справа)

Третье формирование создано директивой командующего Восточным фронтом РККА, от 16 августа 1918 года, из войск Казанского участка. 5-я армия входила в состав Восточного фронта РККА (11 апреля — 11 мая 1919 года в составе Южной группы армий Восточного фронта), с 15 января 1920 года в непосредственном подчинении Революционного военного совета Республики, с 20 апреля 1920 года — помощника главкома по Сибири (см. Сибирский военный округ).

## Новая 5-я армия
Вновь 5-я армия была создана по постановлению ВЦИК РСФСР, от 16 ноября 1922 года, путём переименования Народно-революционной армии Дальневосточной Республики.
Войска 5-й армии несли службу по охране и обороне советских дальневосточных границ, совместно с пограничниками вели борьбу с белогвардейскими отрядами Семёнова и остатками интервентов. 24 января 1923 года армия была подчинена главнокомандующему вооружёнными силами Республики (штаб армии — город Чита). За отличие в боях при освобождении войсками Народно-революционной армии ДВР Приморья и Владивостока РВС СССР приказом от 1 июля 1923 года присвоил 5-й армии почётное наименование Краснознамённой.
С окончанием гражданской войны и интервенции в Советской России прошла демобилизация, и в июне 1924 года Пятая армия была расформирована, а её части и учреждения переданы на укомплектование 18-го и 19-го стрелковых корпусов Сибирского военного округа.

### Командный состав
Командующий:
- Уборевич И. П. (22 ноября 1922 — июнь 1924)

Начальники штаба:
- Глаголев В. П. (1923 — июнь 1924)

## Память
- В честь 5-й армии названы улицы в Петропавловске, Омске, Томске, Иркутске и других городах России.